# Maria de Nazaré do Carmo Bastos
Maria de Nazaré do Carmo Bastos (1953) es una botánica, taxónoma, y profesora brasileña.

## Biografía
En 1975, obtuvo el diploma de ingeniería agronómica por la Universidad Federal de Amazonas, un título de maestría en biología por la Universidad Federal de Río de Janeiro, en 1986, con la defensa de la tesis "Contribuição ao Estudo Sistemático de Algumas Espécies do Gênero Machaerium Pers. Ocorrentes na Amazônia Brasileira", con la supervisión de la Dra. Graziela Maciel Barroso 1912-2003; y, en 1996, el doctorado en biología por la Universidad Federal de Pará.
Actualmente es investigadora del Museo Goeldi, y profesora, entre otros, del curso de máster en la Universidad Federal Rural de la Amazonia / Museo Goeldi y la escuela de posgrado Red de Biodiversidad y Tecnología de la Amazonia Legal (Bionorte). Tiene experiencia en el área de la ecología, con énfasis en los ecosistemas costeros y de la taxonomía de las fanerógamas, actuando sobre los siguientes temas: restingas, Amazonia, fitosociología, florística y taxonomía.

## Algunas publicaciones
- SOUSA, JULIO DOS SANTOS DE ; BASTOS, MARIA DE NAZARÉ DO CARMO ; GURGEL, ELY SIMONE CAJUEIRO. 2014. Estudo taxonômico do gênero Abuta (Menispermaceae) no Estado do Pará, Brasil. Acta Amazónica (impreso) 44: 175-184

- REIS, A. S. ; SOUSA, J. S. ; BASTOS, MARIA DE NAZARÉ DO CARMO ; SILVA, W. L. S. 2014. Estudo taxonômico de Calliandra (Leguminosae, Mimosoideae) no estado do Pará, Brasil. Boletim do Museu Paraense Emílio Goeldi. Ciências Naturais 9: 203-222

- ZOGHBI, MARIA DAS GRAÇAS BICHARA ; PEREIRA, RAIMUNDA ALVES ; LIMA, GISELLE DO SOCORRO LUZ DE ; BASTOS, MARIA DE NAZARÉ DO CARMO. 2014. Variation of essential oil composition of Aubl. (Anacardiaceae) from two sandbank forests, north of Brazil. Química Nova (impreso) 37: 1188-1192

- BARBOSA, C.V. de O. ; BASTOS, Maria de Nazaré do Carmo ; SOUSA, J. S. ; CRUZ, A. P. O. 2014. Estudo Taxonômico de Matayba Aubl . (Sapindaceae Juss.) do Sudeste Paraense. Enciclopédia Biosfera 10: 2244-2258

- VALENTE, D. M. ; SOUSA, J. S. ; BASTOS, MARIA DE NAZARÉ DO CARMO. 2013. Estudo Taxonômico de Sapotaceae Juss. do Litoral Paraense. Acta Amazónica (impreso) 43: 161-168

- CRUZ, A. P. O. ; SOUSA, J. S. ; BASTOS, M. N. C. ; BASTOS, MARIA DE NAZARÉ DO CARMO. 2013. Passiflora (Passifloraceae) na Provincia Petrolífera de Urucu, Coari, Amazonas, Brasil. Rodriguésia (online) 64: 1-10

- SILVA, M. F. da ; GURGEL, E. S. C. ; SOUZA FILHO, A.P.S ; BASTOS, MARIA DE NAZARÉ DO CARMO. 2013. Leguminosas invasoras em áreas cultivadas no Nordeste do Pará, Brasil. Boletim do Museu Paraense Emílio Goeldi. Ciências Naturais 8: 63-74

- FÉLIX-DA-SILVA, M. M. ; BASTOS, MARIA DE NAZARÉ DO CARMO ; GURGEL, E. S. C. 2013. Macrolobium Schreb. (Leguminosae, Caesalpinioideae) na Floresta Nacional de Caxiuanã, Pará, Brasil. Boletim do Museu Paraense Emílio Goeldi. Ciências Naturais 8: 75-93

- FERREIRA, L. V. ; BASTOS, MARIA DE NAZARÉ DO CARMO ; SANTOS, J. U. M. 2013. Drosera cayennensis Sagot ex Diels (Droseraceae) nas savanas do baixo rio Tocantins. Um subsídio para a criação de novas unidades de conservação no estado do Pará. Boletim do Museu Paraense Emílio Goeldi. Ciências Naturais 8: 223-230

- BARBOSA, C.V. de O. ; SOUSA, J. S. ; BASTOS, MARIA DE NAZARÉ DO CARMO. 2013. Estudo Taxonômico de Sapindaceae do Litoral Paraense. Rodriguésia (online) 64: 807-815

- GURGEL, E. S. C. ; SANTOS, J. U. M. ; Lucas, F.C.A ; BASTOS, MARIA DE NAZARÉ DO CARMO . Morfologia de plântulas de Leguminosae e o potencial sistemático. Rodriguesia, v. 63(1), p. 65-73, 2012.

- SOUSA, J. S. ; BASTOS, MARIA DE NAZARÉ DO CARMO ; GURGEL, E. S. C. 2011. O gênero Inga (Leguminosae-Mimosoideae) na Província Petrolífera de Urucu, Coari, Amazonas, Brasil. Rodriguesia 62 (2): 283-297

- ALEXANDRINO, V.H.D. ; SOUSA, J. S. ; BASTOS, MARIA DE NAZARÉ DO CARMO. 2011. Estudo taxonômico da família Malpighiaceae Juss. das restingas de Algodoal/Maiandeua, Maracanã, Pará, Brasil. Boletim do Museu Paraense Emílio Goeldi. Ciências Naturais 6: 335-347

- PEREIRA, R.A. ; ZOGHBI, M. G. B. ; BASTOS, MARIA DE NAZARÉ DO CARMO. 2010. Essential Oils of Twelve Species of Myrtaceae Growing Wild in the Sandbank of the Resex Maracanã, State of Pará, Brazil. Journal of Essential Oil-Bearing Plants 13: 440-450

- SOUSA, J. S. ; BASTOS, MARIA DE NAZARÉ DO CARMO ; ROCHA, A. E. S. 2009. Mimosoideae (Leguminosae) do litoral paraense. Acta Amazónica (impreso) 39: 799-811

- FÉLIX-DA-SILVA, M. M. ; BASTOS, MARIA DE NAZARÉ DO CARMO ; GURGEL, E. S. C. 2009. Aspectos taxonômicos e morfológicos do processo germinativo e da plântula de Peltogyne venosa subsp. densiflora (Spruce ex Benth.) M.F.Silva (Leguminosae Caesalpinioideae). Boletim do Museu Paraense Emílio Goeldi. Ciências Naturais 4: 291-302

- ZOGHBI, M. G. B. ; JARDIM, M. A. G. ; ROCHA, A. E. S. ; BASTOS, MARIA DE NAZARÉ DO CARMO ; JOSÉ R. TRIGO. 2008. Essential Oil Composition of Bacopa imbricata (Benth.) Pennel Collected at Wet and Dry Amazonian Seasons. The Journal of Essential Oil Research 20: 3-5

- AMARAL, D. D. ; PROST, M. T. R. C. ; BASTOS, MARIA DE NAZARÉ DO CARMO ; COSTA NETO, S. V. ; SANTOS, J. U. M. 2008. Restingas do litoral amazônico, estados do Pará, Amapá, Brasil. Boletim do Museu Paraense Emílio Goeldi. Ciências Naturais 3: 35-67

- GUILHON, G M S P. ; VILHENA, K. S. S. ; ZOGHBI, M. G. B. ; BASTOS, MARIA DE NAZARÉ DO CARMO ; ROCHA, A. E. S. 2008. Volatiles from aerial parts and rhizomes of Kyllinga brevifolia Rottb. growing in Amazon. The Journal of Essential Oil Research 20: 545-548

### Libros
- BASTOS, MARIA DE NAZARÉ DO CARMO ; SANTOS, J. U. M. ; CARDOSO, A. L. R. ; GURGEL, ELY SIMONE CAJUEIRO. 2014. Flores e Frutos das Restingas do Estado do Pará. Belém, Pará: Edufra- Editora da Universidade Federal Rural da Amazônia. 246 pp.

- MENDES, A. ; AGUIAR, G. ; SANTANA, M. G. ; QUARESMA, H. D. B. ; SILVEIRA, I. M.S. ; ASSUNCAO, I. ; NASCIMENTO, I. ; FURTADO, M. L. G. ; BASTOS, MARIA DE NAZARÉ DO CARMO ; MARCELIANO, M. L. V. 2012. Reserva Extrativista Marinha Mãe Grande -Curuçá, Pará, Brasil: estudo etnoecológico e sóciocultural. Belém: Museu Paraense emílio Goeldi. 144 pp.

- ROCHA, A. E. S. ; OLIVEIRA, Jorge ; ZOGHBI, M. G. B. ; BASTOS, MARIA DE NAZARÉ DO CARMO ; FERREIRA, M. R. C. ; SANTOS, J. U. M. 2009. Catálogo da Flora da Reserva Extrativista Chocoaré-Mato Grosso, Santarém Novo, Pará. Belém: Museu Paraense Emílio Goeldi /MCT/ CNPq. 140 pp.

- AMARAL, D. D. ; VIEIRA, I. C. G. ; SALOMÃO, R. P. ; ALMEIDA, S. S. ; SILVA, J. B. F. ; COSTA NETO, S. V. ; SANTOS, J. U. M. ; CARREIRA, L. M. M. ; BASTOS, MARIA DE NAZARÉ DO CARMO. 2007. Campos e Florestas das bacias dos rios Atuá e Anajás. Belém-Pará: Museu Paraense Emílio Goeldi. 110 pp.

#### Capítulos
- MARTINS, F. S. ; BASTOS, MARIA DE NAZARÉ DO CARMO ; ROCHA, A. E. S. 2009. A Família Chrysobalanaceae Rbr.. En: Jardim, M.A.G. (org.) Diversidade Biológica em Área de Proteção Ambiental: Ilhas do Combu e Algodoal-Maiandeua- Pará, Brasil. Belém: Museu Paraense Emílio Goeldi /MCT/ CNPq p. 309-320

- LOPES, N. S. ; ROCHA, A. E. S. ; BASTOS, MARIA DE NAZARÉ DO CARMO. 2009. A Família Ochnaceae DC. En: Jardim, M.A.G. (org.) Diversidade Biológica em Área de Proteção Ambiental: Ilhas do Combu e Algodoal-Maiandeua- Pará, Brasil. Belém: Museu Paraense Emílio Goeldi /MCT/ CNPq p. 381-394

- SENNA, C. F. ; BASTOS, MARIA DE NAZARÉ DO CARMO. 2009. Caracterização dos Gradientes Florísticos. Diversidade Biológica em Área de Proteção Ambiental: Ilhas do Combu e Algodoal-Maiandeua- Pará, Brasil. Belém: Museu Paraense Emílio Goeldi /MCT/ CNPq p. 381-394

## Honores

### Galardones
- 2005: honra al mérito- por la Jefatura de la coordinación de botánica de MPEG/MCT, Museu Paraense Emílio Goeldi[2]

### Membresías
- Sociedad Botánica de Brasil[4]

### Cuerpo editorial
- 2007 - 2011. Periódico: Publicação da Rede Brasileira de Jardins Botânicos

### Revisor de periódico
- 2009 - actual. Periódico: Acta Amazónica (impreso)
- 2008 - actual. Periódico: Boletim do Museu Paraense Emílio Goeldi. Botânica
- 2011 - actual. Periódico: Rodriguesia
- La abreviatura «M.Bastos» se emplea para indicar a Maria de Nazaré do Carmo Bastos como autoridad en la descripción y clasificación científica de los vegetales.[5]

- Portal:Biografías. Contenido relacionado con Botánica.
- Portal:Biología. Contenido relacionado con Taxonomía.